# Doris Lee
Doris Emrick Lee (Illinois, 1905 - 1983) fue una artista folclórica estadounidense conocida por su pintura figurativa y sus grabados. Obtuvo la Medalla Logan de las Artes del Instituto de Arte de Chicago en 1935.
Se graduó en el Rockford College en 1927 y en 1929 con el impresionista estadounidense Ernest Lawson en el Instituto de Arte de Kansas City, y en 1930 acudió a la Escuela de Bellas Artes de California en San Francisco.
Como artista de la Works Progress Administration durante los años treinta, le encargaron crear varios murales para el Departamento del Tesoro en Washington D. C. En 1937 Lee pintó dos murales en la Oficina de Correos principal de Washington D. C. y otra en la Oficina de Correos de Summerville, Georgia. También en 1937 el Museo Metropolitano de Arte adquirió su printura Catastrophe («Catástrofe», de 1936), para su colección permanente.
Enseñó en la Universidad Estatal de Míchigan y Centro de Bellas Artes de Colorado Springs y también trabajó como ilustradora de libros y revistas. Se casó con el artista Arnold Blanch en 1939 y durante muchos años vivió y trabajó en Woodstock y durante un tiempo mantuvo un taller en la ciudad de Nueva York.